# Escut de Blancafort
L'escut oficial de Blancafort té el següent blasonament:
Escut caironat partit: a la primera partició, de gules, una torre oberta d'argent; a la segona partició, d'or, quatre pals de gules. Per timbre, una corona de poble.

## Història
Va ser aprovat el 27 de novembre de 2008 i publicat al DOGC núm. 5.274, del 9 de desembre del mateix any.
La torre d'argent, representada com una fortificació de color blanc, és un senyal parlant en l'etimologia popular del topònim del municipi i fa al·lusió a l'antiga fortalesa de Blancafort, avui desapareguda, pertanyent al ducat de Montblanc. Els quatre pals recorden que el lloc fou de domini reial, a través de la seva vinculació a la vila reial de Montblanc.